# Гросмонт
Гросмонт (енгл. Grosmont, вел. Y Grysmwnt, Rhosllwyn) је село и општина у Велсу, у грофовији Монмут. По попису из 2011. место је имало 920 становника.

## Историја
Замак Гросмонт (енгл. Grosmont Castle) подигнут је непосредно после норманског освајања Енглеске (1066) за одбрану границе од Велшана. Након устанка Велшана 1135, замак је откупио краљ Стивен (1135-1154), заједно са оближњим замковима Скенфрит (енгл. Skenfrith Castle) и Белим Замком (енгл. White Castle), објединивши сва три у једно властелинство, познато као Три Замка (енгл. Three Castles), које је постало једно од главних упоришта пограничне одбране у Велшким Маркама. Око замка Гросмонт настало је напредно средњовековно насеље, које је до 1219. прерасло у варошицу (енгл. borough), а до 1250. имало је већ 160 кућа. Локална црква Светог Николе подигнута је почетком 13. века, а градска већница 1832.

### Битка код Гросмонта (1405)
Током последњег великог устанка Велшана под Овеном Глендовером, марта 1405. војска од око 8.000 побуњеника под командом капетана Риса Гетина (вел. Rhys Gethin) напала је Гросмонт и спалила око 100 кућа. Ту их је изненадила краљевска војска из Херефорда (под командом младог принца Хенрија) и нанела им тешке губитке: 800-1.000 је погинуло, а још више заробљено.